# Hillary Scholten
Hillary Jeanne Scholten (Grand Rapids, 22 febbraio 1982) è una politica statunitense, membro della Camera dei Rappresentanti per lo stato del Michigan dal 2023.

## Biografia
Figlia di un giornalista e di una preside, Hillary Scholten si laureò in giurisprudenza.
Tra il 2013 e il 2017 lavorò come impiegata e consulente legale per il Board of Immigration Appeals, poi tornò a Grand Rapids e svolse la professione di avvocato per il Michigan Immigrant Rights Center.
Entrata in politica con il Partito Democratico, nel 2020 si candidò alla Camera dei Rappresentanti per il seggio lasciato da Justin Amash. Hillary Scholten condusse una campagna elettorale particolarmente riuscita, perdendo contro il candidato repubblicano Peter Meijer per meno di ventiquattromila voti. Gli eventi previsti dalla campagna si svolsero prevalentemente online e con pochissimi incontri dal vivo, per via dell'emergenza sanitaria da COVID-19.
Due anni dopo, si candidò nuovamente per il seggio, anche in considerazione del fatto che il distretto congressuale era stato ridefinito rendendo le elezioni ancor più competitive della precedente tornata elettorale. Nelle primarie repubblicane, Meijer venne sconfitto da John Gibbs, un funzionario dell'amministrazione Trump che divenne quindi l'avversario della Scholten. Conducendo una campagna efficace basata su temi quali la difesa del diritto all'aborto, Hillary Scholten riuscì a sconfiggere Gibbs con un margine di tredici punti percentuali, divenendo la prima esponente del Partito Democratico a rappresentare l'area di Grand Rapids al Congresso dal 1977.
Sposata con Jesse Holcomb, docente di giornalismo presso il Calvin College, è madre di due figli.